# 日本鰻鯰
日本鰻鯰，為輻鰭魚綱鯰形目鰻鯰科的其中一種，分布於西北太平洋的日本海域，體長可達18.3公分，生活在中底層水域，屬肉食性，生活習性不明。

## 擴展閱讀
維基物種上的相關：日本鰻鯰